# Dick Foran

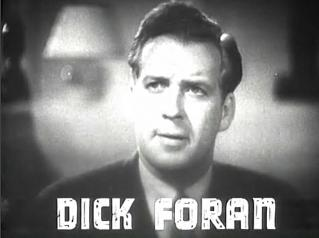
Foran en Public Enemy's Wife (1936)

Dick Foran (18 de junio de 1910 - 10 de agosto de 1979) fue un actor cinematográfico y televisivo de nacionalidad estadounidense, conocido por su trabajo en musicales del género western, así como por sus papeles de reparto en numerosas producciones dramáticas.

## Biografía

### Inicios
Su verdadero nombre era John Nicholas Foran, y nació en Flemington, Nueva Jersey, siendo el primero de los cinco hijos de Arthur F. Foran y Elizabeth Foran. Su padre era miembro republicano del Senado de Nueva Jersey, al igual que el hermano menor de Dick Foran, Walter E. Foran.
Estudió en la Academia Mercersburg, donde compitió como atleta bajo la dirección del entrenador Jimmy Curran. Tras su graduación, pasó a la Hun School, en la cercana Princeton, ingresando después en la Universidad de Princeton, en la que inició estudios de Geología. Jugó en el equipo de fútbol americano a la vez que seguía cursos de arte, desarrollando finalmente el interés por el teatro.
Foran estudió también música en el Leibling Studio de Nueva York antes de empezar a cantar para la radio. Con el nombre de Nick Foran, fue cantante en una banda musical, formando más adelante una orquesta propia.

### Cine
Foran todavía utilizaba el nombre de Nick Foran cuando fue contratado por Fox en 1934. En 1935 fue contratado por Warner Bros. como actor de reparto, cambiando su primer nombre por Dick. Fue crooner en películas como Change of Heart (1934), junto a Janet Gaynor, rodada por Fox Film Corporation. Su atractiva apariencia física le facilitó trabajar como actor de reparto. Actuó por vez primera como cowboy cantante protagonista en el film Moonlight on the Prairie (1935). Otras cintas en las que era cowboy cantante fueron Song of the Saddle (1936), Guns of the Pecos (1937), Empty Holsters (1937) y Cowboy from Brooklyn (1938).
En 1938 Foran pasó a Universal Studios, donde actuó en muchos géneros diferentes, desde filmes de horror a comedias de Abbott y Costello como Ride 'Em Cowboy (1942). En 1942 fue Lon Prentice en una película de 68 rodada en apoyo de la guerra, Private Buckaroo. Foran también actuó en El bosque petrificado (1936), The Sisters (1938), Rangers of Fortune (1940), The Mummy's Hand (1940) y Keep 'Em Flying (1941).
Uno de sus últimos papeles en el cine llegó con Donovan's Reef (1963), actuando junto a su amigo John Wayne. Su último papel fue el de Old Timer en Brighty of the Grand Canyon (1967), con Joseph Cotten, Pat Conway y Karl Swenson.

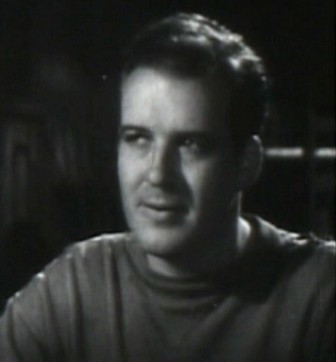
Foran en El bosque petrificado (1936)

### Teatro
En 1943, Foran actuó en el circuito de Broadway en la comedia de Richard Rodgers y Lorenz Hart A Connecticut Yankee, basada en el libro de Mark Twain Un yanqui en la corte del rey Arturo.

### Televisión
Foran actuó en al menos cuatro episodios de Science Fiction Theatre (1955). Uno de ellos, "The Miracle Hour" (emitido el 22 de diciembre de 1956), era interpretado por Jean Byron y Charles Herbert. Foran fue tres veces (1955–1956) el Padre Brophy en la serie de antología de la ABC Crossroads. Actuó como artista invitado en Sheriff of Cochise, serie de John Bromfield, y fue un abogado en el episodio "The Third Rider", perteneciente a la primera temporada (1957) de la serie western de ABC/Warner Brothers Maverick, actuando junto a Jack Kelly.
Otro personaje de Foran fue Tuck Degan en el episodio emitido en 1957, "Final Payment", de otro show western de ABC/WB, Colt .45, actuando junto a Wayde Preston. En enero de 1959 actuó en otros show western, el episodio "The Spur" perteneciente a la serie Randall, el justiciero, que protagonizaba Steve McQueen. Ese mismo año fue David Craig en el show de la CBS Perry Mason, en el episodio "The Case of the Bedeviled Doctor", y a finales de año encarnó a Steve Benton en el capítulo de la misma serie "The Case of the Garrulous Gambler". Volvió a la serie en 1961, en el episodio "The Case of the Renegade Refugee."
En 1962 Foran actuó con Marie Windsor en el episodio "The Wanted Man", de la serie western de ABC/Warner Brothers Lawman, que protagonizaba John Russell, y en el cual actuaba igualmente Alan Baxter.
Foran actuó como actor invitado en 1954 en la serie de la NBC Justice, un drama legal protagonizado por Dane Clark y Gary Merrill, así como en el show de CBS The Public Defender (con Reed Hadley y Hugh Beaumont) y en el de NBC The Martha Raye Show, un show de variedades de Martha Raye. Fue también Burt en 1957 en la serie de la NBC Father Knows Best, con Robert Young como protagonista.
Encarnó en 1959 a David Steele en "The Adjuster", episodio de la serie criminal de la NBC Richard Diamond, Private Detective, que protagonizaba David Janssen, y en el cual también participaban Dabbs Greer y DeForest Kelley.
Más adelante en su carrera televisiva, Foran actuó junto a Leslie Nielsen en la miniserie producida por Walt Disney Presents The Swamp Fox. En 1965–1966 tuvo su único papel regular en la televisión, el de Slim en O.K. Crackerby! En 1968 fue Fred Haines en el episodio 13 de Adam-12.

### Muerte
Foran falleció el 10 de agosto de 1979, a los 69 años de edad, en Panorama City, California, a causa de problemas respiratorios complicados con una neumonía. Fue enterrado en el cementerio de San Fernando Mission, en Los Ángeles. Había estado casado con Ruth Piper Hollingsworth (1937–1940), Carole Gallagher (1943–1944), y con Susanne Rosser (1951–1979). 
Por su trabajo televisivo, a Foran se le concedió una estrella en el Paseo de la Fama de Hollywood, en el 1600 de Vine Street.

## Filmografía

### Cine
- 1934: Stand Up and Cheer!, de Hamilton MacFadden
- 1934: Change of Heart, de John G. Blystone
- 1934: Student Tour, de Charles Reisner
- 1934: Gentlemen Are Born, de Alfred E. Green
- 1935: The Lottery Lover, de Wilhelm Thiele
- 1935: One More Spring, de Henry King
- 1935: It's a Small World, de Irving Cummings
- 1935: The Farmer Takes a Wife, de Victor Fleming
- 1935: Accent on Youth, de Wesley Ruggles
- 1935: Ladies Love Danger, de H. Bruce Humberstone
- 1935: Shipmates Forever, de Frank Borzage
- 1935: Moonlight on the Prairie, de D. Ross Lederman
- 1935: Peligrosa, de Alfred E. Green
- 1936: El bosque petrificado, de Archie Mayo
- 1936: Song of the Saddle, de Louis King
- 1936: Treachery Rides the Range, de Frank McDonald
- 1936: The Golden Arrow, de Alfred E. Green
- 1936: The Big Noise), de Frank McDonald
- 1936: Public Enemy's Wife, de Nick Grinde
- 1936: Earthworm Tractors, de Ray Enright
- 1936: Trailin' West, de Noel M. Smith
- 1936: The Sunday Round-Up, de William Clemens - cortometraje
- 1936: California Mail, de Noel M. Smith
- 1937: Guns of the Pecos, de Noel M. Smith
- 1937: Black Legion, de Archie Mayo y Michael Curtiz
- 1937: Land Beyond the Law, de B. Reeves Eason
- 1937: The Cherokee Strip, de Noel M. Smith
- 1937: Blazing Sixes, de Noel M. Smith
- 1937: Empty Holsters, de B. Reeves Eason
- 1937: The Devil's Saddle Legion, de Bobby Connolly
- 1937: Prairie Thunder, de B. Reeves Eason
- 1937: Sunday Night at the Trocadero, de George Sidney - cortometraje
- 1937: The Perfect Specimen, de Michael Curtiz
- 1937: She Loved a Fireman, de John Farrow
- 1938: Love, Honor and Behave, de Stanley Logan
- 1938: Over the Wall, de Frank McDonald
- 1938: Cowboy from Brooklyn, de Lloyd Bacon
- 1938: Four Daughters, de Michael Curtiz
- 1938: Boy Meets Girl, de Lloyd Bacon
- 1938: The Sisters, de Anatole Litvak
- 1938: Secrets of a Nurse, de Arthur Lubin
- 1938: Heart of the North, de Lewis Seiler
- 1939: Inside Information, de Charles Lamont
- 1939: Daughters Courageous, de Michael Curtiz
- 1939: I Stole a Million, de Frank Tuttle
- 1939: Hero for a Day, de Harold Young
- 1939: Private Detective, de Noel M. Smith
- 1939: Four Wives, de Michael Curtiz
- 1940: The Fighting 69th, de William Keighley
- 1940: My Little Chickadee, de Edward F. Cline
- 1940: The House of the Seven Gables, de Joe May
- 1940: Winners of the West, de Ford Beebe y Ray Taylor
- 1940: Rangers of Fortune, de Sam Wood
- 1940: The Mummy's Hand, de Christy Cabanne
- 1941: Four Mothers, de William Keighley
- 1941: Horror Island, de George Waggner
- 1941: In the Navy, de Arthur Lubin
- 1941: Riders of Death Valley, de Ford Beebe y Ray Taylor
- 1941: Unfinished Business, de Gregory La Cava
- 1941: The Kid from Kansas, de William Nigh
- 1941: Mob Town, de William Nigh
- 1941: Pájaros de cuenta, de Arthur Lubin y Ralph Ceder
- 1941: Road Agent, de Charles Lamont
- 1942: Ride 'em Cowboy, de Arthur Lubin
- 1942: Butch Minds the Baby, de Albert S. Rogell
- 1942: Private Buckaroo, de Edward F. Cline
- 1942: The Mummy's Tomb, de Harold Young
- 1942: Keeping Fit, de Arthur Lubin  – cortometraje
- 1942: Behind the Eight Ball, de Edward F. Cline
- 1943: Hi, Buddy, de Harold Young
- 1943: He's My Guy, de Edward F. Cline
- 1945: Guest Wife, de Sam Wood
- 1947: Easy Come, Easy Go, de John Farrow
- 1948: Fort Apache, de John Ford
- 1949: El Paso, de Lewis R. Foster
- 1949: Deputy Marshal, de William Berke
- 1951: Al Jennings of Oklahoma, de Ray Nazarro
- 1955: Treasure of Ruby Hills, de Frank McDonald
- 1956: Please Murder Me, de Peter Godfrey
- 1957: Sierra Stranger, de Lee Sholem
- 1957: Chicago Confidential, de Sidney Salkow
- 1958: Thundering Jets, de Helmut Dantine
- 1958: Violent Road, de Howard W. Koch
- 1958: The Fearmakers, de Jacques Tourneur
- 1959: The Atomic Submarine, de Spencer Gordon Bennet
- 1960: The Big Night, de Sidney Salkow
- 1960: Studs Lonigan, de Irving Lerner
- 1963: Donovan's Reef, de John Ford
- 1963: Lassie: A Christmas Tail, de Hollingsworth Morse
- 1964: Taggart, de R. G. Springsteen
- 1967: Brighty of the Grand Canyon, de Norman Foster

### Televisión
- 1950: Suspense, un episodio
- 1950-1954: Studio One, 6 episodios
- 1950: The Chevrolet Tele-Theatre, 2 episodios
- 1951-1954: Kraft Television Theatre, 4 episodios
- 1951: Armstrong Circle Theatre, un episodio
- 1951: Lux Video Theatre, 2 episodios
- 1953: Letter to Loretta, un episodio
- 1954-1955: Four Star Playhouse, 3 episodios
- 1954: Justice, 2 episodios
- 1954: The Best of Broadway, un episodio
- 1955-1956: Climax!, 2 episodios
- 1955-1956: Damon Runyon Theater, 2 episodios
- 1955-1957: The Ford Television Theatre, 4 episodios
- 1955: Waterfront, un episodio
- 1955: The Public Defender, 2 episodios
- 1955: Shower of Stars, 2 episodios
- 1955: Stage 7, 2 episodios
- 1955: Adventures of Wild Bill Hickok, un episodio
- 1955: My Favorite Husband, un episodio
- 1955: The 20th Century-Fox Hour, un episodio
- 1955: TV Reader's Digest, un episodio
- 1956-1957: Crossroads, 3 episodios
- 1956-1958: The Bob Hope Show, 2 episodios
- 1956-1962: The Red Skelton Show, 5 episodios
- 1956: The Forest Ranger, de Paul Landres (telefilm)
- 1956: Cavalcade of America, un episodio
- 1956: Science Fiction Theatre, 4 episodios
- 1957-1958: Matinee Theatre, 3 episodios
- 1957-1959: State Trooper, 2 episodios
- 1957: Sheriff of Cochise, un episodio
- 1957: The O. Henry Playhouse, un episodio
- 1957: Papá lo sabe todo, un episodio
- 1957: On Trial, un episodio
- 1957: Colt.45, un episodio
- 1957: The Millionaire, un episodio
- 1957: Circus Boy, un episodio
- 1958-1962: Lawman, 2 episodios
- 1958: Maverick, un episodio
- 1958: Have Gun – Will Travel, un episodio
- 1959-1960: Disneyland, 3 episodios
- 1959-1960: Randall, el justiciero, 2 episodios
- 1959-1961: Perry Mason, 3 episodios
- 1959: Yancy Derringer, un episodio
- 1959: The Dennis O'Keefe Show, un episodio
- 1959: Playhouse 90, un episodio
- 1959: Richard Diamond, Private Detective, un episodio
- 1960-1962: Laramie, 4 episodios
- 1960: Los Intocables, un episodio
- 1961-1964: Lassie, 7 episodios
- 1961: Westinghouse Preview Theatre, un episodio
- 1961: The Deputy, un episodio
- 1961: Dante, un episodio
- 1961: Dr. Kildare, un episodio
- 1961: Five's a Family
- 1962-1965: Death Valley Days, 4 episodios
- 1962: 77 Sunset Strip, un episodio
- 1962: Cheyenne, un episodio
- 1963: The Dakotas, un episodio
- 1963: Gunsmoke, un episodio
- 1963: The Great Adventure, un episodio
- 1964-1968: El virginiano, 4 episodios
- 1965-1966: O.K. Crackerby!, 17 episodios
- 1965: Rawhide, un episodio
- 1966-1969: Daniel Boone, 2 episodios
- 1966: Vacation Playhouse, un episodio
- 1966: Off We Go (telefilm)
- 1968 : Bonanza, un episodio
- 1968: Adam-12, un episodio
- 1969: Mayberry R.F.D., un episodio